# عمارة بن تميم اللخمي
عمارة بن تميم اللخمي قائد من قادة بني امية وشريف من اشراف أهل الشام. وفد على عبد الملك بن مروان مع الحجاج بن يوسف الثقفي فولاه فلسطين، وكان من عقلاء العرب، وولي سجستان للحجاج بن يوسف.

## مما قيل فيه
قال المدائني ، : كان الحجاج رجلا حسودا لا يتم له صنيعة حتى يكدرها أو يفسدها ، فلما وجه عمارة بن تميم اللخمي إلى عبد الرحمن بن الأشعث ومعه محمد بن الحجاج بن يوسف بالفتح فحسده الحجاج وعرف عمارة بن تميم اللخمي ذلك منه ، وكره منافرته ، وكان عمارة بن تميم عاقلا ، فجعل يداريه ، ويقول للحجاج : أنت والله ، أصلح اللَّه الأمير ، أشرف العرب من شرفته شرف ، ومن وضعته اتضع ، وما من العرب أحد ينكر أن شرفه وسؤدده بك ، وإنما كان الذي كان من الفتح بيمينك وبركتك ومشورتك وتدبيرك ، وليس أحد أشكر لبلائك مني ، فلما عزم الحجاج على الوفادة إلى عَبْد الملك أخرج معه عمارة بْن تميم ، فلما يزل عمارة يلطف الحجاج في مسيره ، ويعظمه حتى قدموا على عَبْد الملك ، فقالت الخطباء بين يدي عَبْد الملك في أمر الفتح ، ثم قام عمارة ، فقال : سل الحجاج عني يا أمير المؤمنين ، وعن طاعتي وبلائي ، فقال الحجاج : من بأسه يا أمير المؤمنين وعنائه ونجدته ومكيدته ، أيمن الناس نقيبة ، وأرفعهم تدبيرا وسياسة ، وجعل يقرظه ولا يترك ، فقال عمارة : أرضيت يا أمير المؤمنين ؟ قَالَ : نعم ، فرضي اللَّه عنك ، قَالَ عمارة : فلا رضي اللَّه عَنْ الحجاج ولا عافاه ، فهو والله الأخرق السيئ التدبير ، الذي أفسد عليك العراق خرقه ، وقلة عقله ، وضعف رأيه ، ولك والله يا أمير المؤمنين أمثالها إن لم تعزله ، فقال الحجاج : مه يا عمارة ، فقال : لا مه ولا كرامة ، يا أمير المؤمنين كل امرأة له طالق ، وكل مملوك له حر إن سار تحت راية الحجاج أبدا ، قَالَ عَبْد الملك : ما عندنا أوسع لك ، فلما انصرف عمارة إلى منزله أرسل إليه الحجاج أني قد علمت أنه لم يخرج هذا الكلام إلا لمعتبة فانصرف معنا ولك العتبى ، فأرسل إليه عمارة : ما ظننت أن السخف يبلغ بك ما أرى ، أتتوهم أني أرجع معك بعد قولي لك عند أمير المؤمنين ما قلت ؟ فولاه عَبْد الملك فلسطين.